# Água-de-flor-de-laranjeira

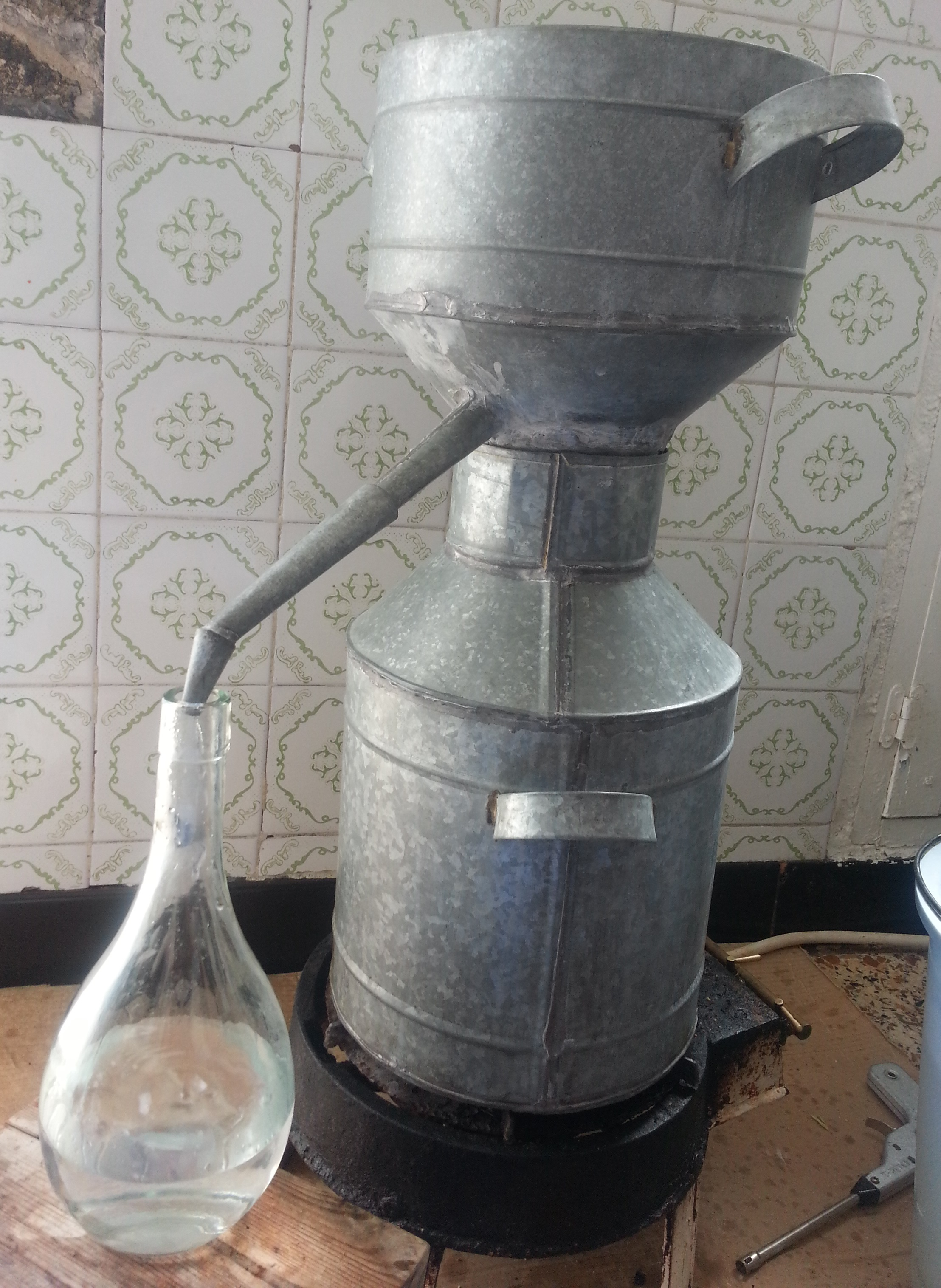
Refinando barril de flores de laranjeiras

A água-de-flor-de-laranjeira é um produto que se obtem destilando ao vapor uma infusão de pétalas de flores de laranja-azeda (Citrus aurantium). “Azahar” é uma palavra árabe, que significa “flor branca” e o seu destilado é utilizado há centenas de anos, tanto com fins medicinais, como na culinária e na perfumaria. 
Na antiga culinária portuguesa é muito usada, e na gastronomia da Espanha é indispensável no tradicional “Roscón de Reyes” (bolo-rei), nos brioches, almíbares, magdalenas e nos doces com mel e amêndoas.
No Brasil a água-de-flor-de-laranjeira é consumida juntamente com um famoso vinho do nordeste do país (conhecido como Jurubeba Leão do Norte), formando uma conhecida receita de um drink famoso na região chamada Porongo (drink tradicional dos bares de Salvador)
Ingredientes:
2/4 de Jurubeba Leão do Norte (gelada);
1/4 de Mel de abelha;
1/4 de Água de flor;
Suco de um limão;
Tradicionalmente, a flor de laranjeira era colhida no mês de Maio, para não pôr em causa os futuros frutos, colocando sacos por baixo das árvores, onde se recolhiam as pétalas que depois se secavam à sombra. Para além da água-de-flor-de-laranjeira, destas pétalas também se pode extrair o óleo de néroli, similar em aroma ao óleo de bergamota, e usado na aromaterapia. 